# Кундур-хакан
Кундур-хакан — в позднем Хазарском каганате, согласно словарю Йакута, третье по значимости лицо после кагана (хакана) и царя-заместителя (каган-бека). Ниже его стоял джавишгар. Два последних иерарха характеризуются как лица царского достоинства, они могли замещать царя и как и он имели право  посещать священного кагана.
Информация о кундур-хакане восходит к произведению Ибн Фадлана и является единственным случаем, когда при описании хорошо известного хазарского двоевластия упоминается и о хазарской тетрархии. Убедительного объяснения данный факт не получил. Существуют две вероятные трактовки. Возможно, речь действительно идёт об уникальном более подробном описании хазарской иерархии. В этой связи некоторые исследователи указывают на возможную связь с титулом кендю, который носил вождь подчинённых хазарам мадьяр. Другой вариант — кундур и джавишгар  могли быть дворцовыми слугами.